# 小田急美術館
小田急美術館（おだきゅうびじゅつかん）は、かつて東京都新宿区西新宿の小田急百貨店本店に所在した美術館。1967年開館、2001年閉館。
1967年の本館開業と共に11階に作られた「文化大催物場」が前身。1973年に小田急グランドギャラリー、1992年に小田急美術館と改称した。

## 開催された主な展覧会
全開催展については、国立新美術館の記録を参照。
- スーチン展：生誕100年記念展（1992）
- ルネ・ラリック展：アール・デコのきらめき展（1993）
- 小山田二郎展：異形の心象風景/ベールをぬぐ伝説展（1994）
- ベルナール・ビュッフェ展：画業50年・自選で回顧する展（1995）
- エッシャー展：甲賀コレクション/生誕100年記念展（1996）
- 寺山修司展：テラヤマ・ワールド/きらめく闇の宇宙展（2000）